# Като Схолари
Като Схолари или Адали (на гръцки: Κάτω Σχολάρι, катаревуса: Κάτω Σχολάριον, Като Схоларион, до 1926 година Αδαλή, Адали) е село в Гърция, дем Седес, област Централна Македония.

## География
Селото е разположено на Халкидическия полуостров, южно от Солун, на около 14 километра южно от демовия център Седес (Терми).

## История

### В Османската империя
В края на XIX век Адали е село в Солунска кааза на Османската империя. В 1900 година според Васил Кънчов („Македония. Етнография и статистика“) в Адали живеят 470 турци.

### В Гърция
В 1913 година селото попада в Гърция. Населението му се изселва и в него са заселени гърци бежанци. В 1926 година е прекръстено на Като Схоларион. В 1928 година Като Схоларион е представено като изцяло бежанско село със 151 бежански семейства и 597 души бежанци.